# Центральночадские языки
На центральночадских языках афроазийской семьи разговаривают в Нигерии, Чаде и Камеруне. Самым распространенным центральночадским языком считается язык Камве, который используют 300,000 человек. 

## Классификация

### Гонгола-хиги

#### Языки тера
Группа тера представлена следующими языками и диалектами:
- тера;
- ньиматли;
- пидлими (хина);
- джара;
- бога;
- хона;
- га’анда;
- габин;
- нгваба.

Среди перечисленных языков в классификации британского лингвиста Роджера Бленча (Roger Blench) не упоминается язык ньиматли, в классификации чешского лингвиста Вацлава Блажека (Václav Blažek) помимо ньиматли не упоминается язык нгваба, в классификации, опубликованной в работе С. А. Бурлак и С. А. Старостина «Сравнительно-историческое языкознание», приводится язык ньиматли, но отсутствуют языки бога и нгваба.
В классификации чадских языков в статье В. Я. Порхомовского «Чадские языки», опубликованной в лингвистическом энциклопедическом словаре, группа тера разделена на две подгруппы, представляющие два обособленных ареала:
- тера, джара;
- га’анда, хона.

В работе «Сравнительно-историческое языкознание» (С. А. Бурлак, С. А. Старостин) группа тера вместе с группами бура-марги, хиги, бата и лааманг (хидкала) входит языковое объединение гонгола-хиги.
Согласно справочнику языков мира Ethnologue большинство языков тера включено в подгруппу А1 группы А ветви биу-мандара, исключение составляет язык нгваба, отнесённый к подгруппе А8. В подгруппе А1 выделяются два языковых ареала — восточный и западный. Языки ньиматли и пидлими (хина) при этом рассматриваются как диалекты языка тера, а габин как диалект языка га’анда.
- восточные языки:
  - бога;
  - га’анда:
    - га’анда;
    - габин.

  - хона.
- западные языки:
  - тера:
    - бура кокура;
    - ньиматли;
    - пидлими (хина).

  - джара.

#### Языки бура-марги
- бура;
- пабир;
- чибак;
- кильба или хыба;
- марги.

#### Языки хиги
- хиги;
- нкафа;
- макулу;
- капсики;
- гье;
- фали-кирия.

#### Языки бата
- гуди;
- фали-джильбу;
- фали-муби;
- чеке;
- нзанги или нджей;
- бата-гаруа;
- кобочи;
- вади;
- малабу;
- бачама;
- гуду.

#### Языки лааманг
- лааманг;
- хидкала;
- алатагва;
- визик;
- вемго;
- вага;
- тур.

#### Языки мафа
- молоко;
- муянг;
- мада;
- вузлам.

### Горные

#### Языки мандара
- мандара или вандала;
- гамергу;
- падуко;
- главда;
- гбоко;
- гудуф;
- дгведе;
- нгвеше.

#### Языки сукур
- сукур.

#### Языки матакам
- хурза;
- удлам;
- мада;
- зельгва;
- мбоку;
- матакам или мофа;
- гисига;
- мутурва.

#### Языки даба
- даба
- балда
- мусгой
- хина
- гавар

#### Языки гидар
- гидар.

### Речные

#### Языки котоко
- будума;
- котоко;
- шое;
- сао;
- гульфей;
- афаде;
- логоне;
- макери;
- кусери;
- мпаде (макери).

#### Языки мусугу
- мусгу;
- нгилемонг;
- гирвидиг.

#### Языки маса

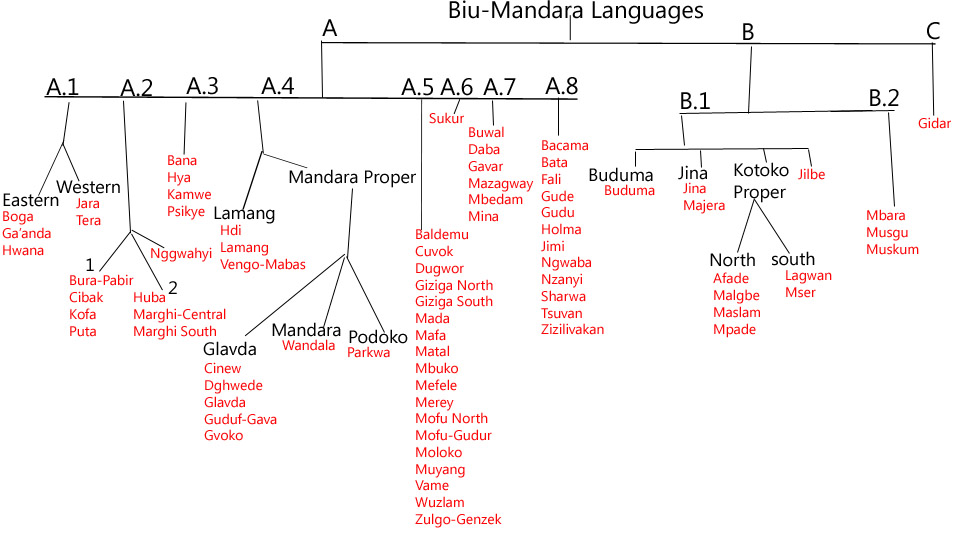
Классификация центральночадских языков согласно справочнику языков мира Ethnologue (Ньюман, Пол (лингвист))

- маса;
- зиме;
- бана;
- марба;
- дари;
- мусей;
- месме.

## Имена и местонахождение (Нигерия)
Ниже приведен список названий языков, населения и местоположений (только в Нигерии) (2019):
| Языковая группа | Код | Основные локации                         |
| --------------- | --- | ---------------------------------------- |
| Тера            | A1  | Гомби , штат Адамава и Бю, штат Борно    |
| Бата            | A8  | Муби, штат Адамава                       |
| Хиги            | A3  | Мичика, штат Адамава                     |
| Мандара         | A4  | Гвоза, штат Борно и Мичика, штат Адамава |